# Мстижское Евангелие

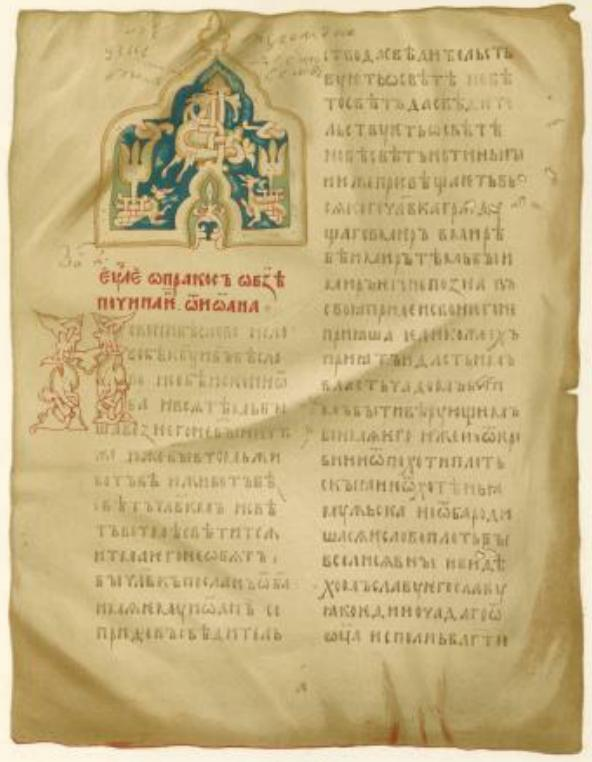
Страница Мстижского Евангелия

Мстижское Евангелие (бел. Мсціжскае евангелле) ― рукописное Евангелие XIV века, пример рукописной книги в Белоруссии средневекового времени.
Название — по д. Мстиж (Борисовский район, Минская область). На первой странице книги есть надпись XVI века о том, что минский бурмистр Василь Лах пожертвовал этот экземпляр церкви св. Юрия в Мстиже.
Найдено в Минске во второй половине XIX века, в 1869 передано в Виленскую публичную библиотеку. Сейчас хранится в Библиотеке АН Литвы им. Врублевских.

## Содержание
Написано церковнославянским языком полууставом в две колонки по 24 строки в каждой на 187 пергаментных страницах. Содержит начала текстов Евангелий от Иоанна, Матфея, Луки, соборник ― указатель евангельских чтений по праздникам.

## Художественное оформление
В Евангелии одна заставка и около 350 инициалов в тератологическом стиле. На одном из инициалов (буква В) изображён крестьянин с лопатой.
Украшения выполнены в четырёх цветах: синий, красный, зелёный и жёлтый. На серебряных пластинах кожаного переплёта выгравированы изображения евангелистов и Христа на кресте.